# Debbie McDonald
Pour les articles homonymes, voir McDonald.
Debbie McDonald, née le 27 août 1954 dans le comté d'Orange (Californie), est une cavalière de dressage américaine.
Elle dispute deux éditions des Jeux olympiques, en 2004 et en 2008. C'est lors de ses premiers Jeux en 2004 qu'elle remporte une médaille de bronze en dressage par équipe.